# Cryptosyringida
I Cryptosyringida sono una suddivisione di echinodermi eleutherozoi. Si tratta principalmente di invertebrati che vivono sul fondo dei mari. Talvolta questa classificazione è conosciuta come subphylum col nome di Echinozoa, anche se questo viene più frequentemente considerato sinonimo non valido di Echinoidea Leske, 1778 e Holothuroidea de Blainville, 1834.

## Classi
- Echinoidea Leske, 1778
- Holothuroidea de Blainville, 1834
- Ophiuroidea Gray, 1840